# Chindesaurus bryansmalli
Chindesaurus bryansmalli ("lagarto fantasma o espíritu maligno de Bryan Small.") es la única especie conocida del género extinto Chindesaurus de dinosaurios saurisquio herrerasáurido que vivió a finales del período Triásico, hace aproximadamente entre 228 a 208 millones de años, en el Carniense y el Noriense, en lo que es hoy Norteamérica.

## Descripción

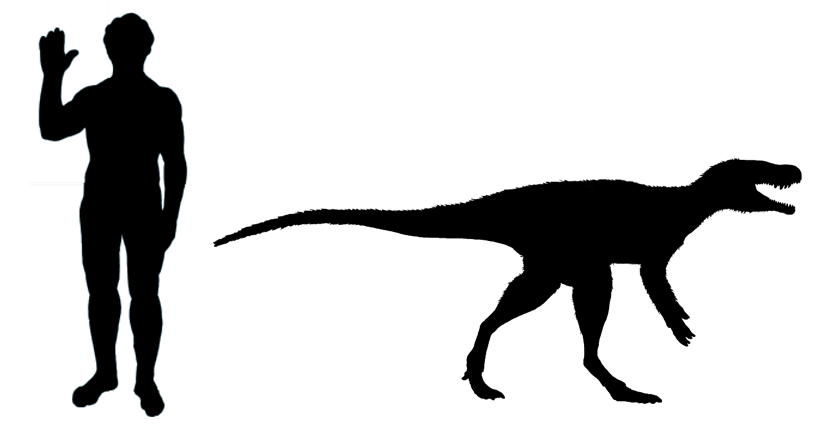
Comparación del tamaño de Chindesaurus y un humano

Chindesaurus es conocido por cinco especímenes incompletos, seis si se incluye Caseosaurus. De estos, el tipo PEFO 10395 es el más completo, que consta de un solo diente, una vértebra fragmentaria del cuello, vértebras fragmentaria del lomo, varios fragmentos de costillas, dos vértebras completas de las caderas, vértebras caudales fragmentarias, un cheurón , varios huesos de la cadera fragmentarios, un fémur izquierdo completo y un fémur derecho fragmentario, una tibia derecha fragmentaria y un hueso del tobillo derecho. Las otras muestras son más incompletas y consisten en huesos de cadera aislados, huesos de la parte superior de la pierna, fémur,) y más vértebras. Los especímenes de tipo y paratipo tenían aproximadamente 2 a 2,3 metros de longitud. Algunas estimaciones sugieren que Chindesaurus pesaba 50 kilogramos como máximo. El miembro del parque nacional del Bosque Petrificado Superior de la Formación Chinle donde fue encontrado Chindesaurus era una antigua llanura aluvial donde vivían fitosaurios, rauisúquidos, arcosaurios, pseudosuquios y otros tetrápodos y competían por los recursos con el dinosaurio Chindesaurus y su pariente Coelophysis. Este paleoambiente también tenía abundantes peces pulmonados y almejas.

## Descubrimiento e investigación
El espécimen holotipo de Chindesaurus, un esqueleto parcial, fue hallado cerca a Punto Chinde en el Parque nacional del Bosque Petrificado, Arizona, por Bryan Small en 1984. Chindesaurus fue un primitivo saurisquio que vivió hace 225 millones de años durante finales del Triásico. Chindesaurus fue descrito y nombrado por R. A. Long y P. A. Murry, en 1995 y la especie tipo es Chindesaurus bryansmalli. Cuando este espécimen fue descubierto por primera vez, fue apodado "Gertie" por Gertie the Dinosaur y recibió mucha publicidad. El nombre del género Chindesaurus se deriva de la palabra navajo chindi que significa "fantasma" o "espíritu maligno" y la palabra griega "sauros", σαυρος, que significa "lagarto". por lo tanto, "lagarto fantasma" o "Lagarto de Chinde Point". El nombre específico , C. bryansmalli honra al descubridor, Bryan Small.

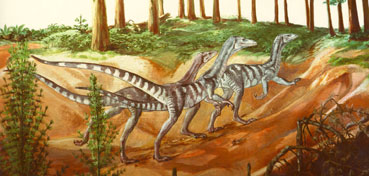
Restauración del parque nacional del Bosque Petrificado.

El holotipo espécimen de Chindesaurus PEFO 10395 es un esqueleto parcial, descubierto en el Parque nacional del Bosque Petrificado miembro de la Formación Chinle en el condado de Apache, Arizona. Sus restos fueron descubiertos por Bryan Small en 1984, en lutolita azul que fue depositada en la etapa del Noriano durante el Triásico , hace aproximadamente 228-208 millones de años.  El espécimen PEFO 4849, que consiste únicamente en una vértebra dorsal, se remitió al género. Se recolectó en sedimentos del Noriano en una parte diferente del miembro del Bosque Petrificado Superior. La muestra PEFO 33982, que consta de nueve vértebras, un fragmento ilíaco, un fémur proximal y otros fragmentos óseos, también se recolectaron en sedimentos del noriano del miembro del Bosque Petrificado Superior. Estos dos especímenes se encuentran en la colección del Museo de Paleontología de la Universidad de California en Berkeley, California .
En la Formación Bull Canyon, en Nuevo México, se descubrieron especímenes NMMNH P16656 y NMMNH P17325 en sedimentos depositados durante el noriano del Triásico Tardío. La asignación de estos dos especímenes a Chindesaurus ahora ha sido cuestionada. Estos especímenes se encuentran en la colección del Museo de Historia Natural y Ciencias de Nuevo México en Albuquerque, Nuevo México .
Se descubrió material adicional referido a Chindesaurus en 2006, en limolita gris/verde en la Cantera Hayden del Miembro del Bosque Petrificado de la Formación Chinle en Nuevo México. Otro espécimen, el TMM 31100-523, que consiste en un fémur proximal, fue descubierto en la Formación de la Ciudad de Colorado en Texas, en lutita considerado como de la Carniense del Triásico, hace aproximadamente 235-228 millones de años. Actualmente se encuentra en la colección del Texas Memorial Museum en Austin , Texas.

## Clasificación
En 1984, cuando fue encontrado, los primeros informes de la prensa lo reconocieron como un prosaurópodo y el dinosaurio más temprano, pero nada de eso resultó ser cierto. Este depredador es posiblemente intermedio entre Staurikosaurus y Herrerasaurus, y se lo coloca generalmente con los herrerasáuridos, pero realmente no se conoce por un material particularmente bueno. El Ch. bryansmalli es considerado un terópodo triásico dentro de Herrerasauridae, hermano de Staurikosaurus, pero Bittencourt y Kellner lo apartan de este en su análisis filogenético del Staurikosaurus. Rauhut encontró difícil asignar Chindesaurus a una taxón menos inclusivo que Dinosauriformes, aunque él opina como Langer en que las dorsales están acortadas menos que en los herrerasáuridos y que poseen similitudes mayores con los crurotarsianos más que con los dinosaurios. Yates incluye Chindesaurus en un análisis filogenético de sauropodomorfos y lo coloca como un terópodo más cercano a Avepoda que Guaibasaurus o Agnosphitys, que siguen en forma tentativa allí. En 2007 Nesbitt, S.J., Irmis, R.B. y Parker, W.G. lo colocaron como probablemente un dinosaurio saurisquio básico. Según ellos actualmente, las afinidades de Chindesaurus no se pueden verificar debido a la gran semejanza de las partes preservadas con Saturnalia y la ausencia de gran parte del esqueleto. Irmis et al. colocan a Chindesaurus dentro de Herreerasauridae en su análisis de 2007, aunque tienen una pequeña muestra de la taxonomía.
Un espécimen originalmente asignado a Chindesaurus, de la formación Tecovas de Texas, fue más tarde situado en su propio género y especie, Caseosaurus crosbyensis. Investigación posterior ha mostrado que esta separación fue probablemente un error, y que las dos formas representarían la misma especie. Nesbitt, Irmis y Parker estuvieron de acuerdo en un artículo de 2007 que había pocas razones para separar a Caseosaurus de Chindesaurus, y los dos incluso compartían características únicas no halladas en especies similares. Nesbitt y colegas sugirieron que cualquier diferencia entre los dos estaba probablemente relacionada con diferencias en el tamaño. Sin embargo, dado que ambas especies son tan fragmentarias, ellos decidieron no hacerlos sinónimos formalmente.

### Filogenia
El siguiente es un cladograma basado en el análisis filogenético de Hans-Dieter Sues, Sterling J. Nesbitt, David S Berman y Amy C. Henrici, en 2011, que indicó que Chindesaurus es un terópodo herrerasáurido. Una posición similar para Chindesaurus fue recuperada por los análisis de Baron, Norman & Barrett de  2017.
|  | Staurikosaurus                                                 |
|  |                                                                |
|  | \| \| Herrerasaurus \| \| \| \| \| \| Chindesaurus \| \| \| \| |
|  |                                                                |
|  | Herrerasaurus                                                  |
|  |                                                                |
|  | Chindesaurus                                                   |
|  |                                                                |

|  | Herrerasaurus |
|  |               |
|  | Chindesaurus  |
|  |               |

|  | Daemonosaurus                                         |
|  |                                                       |
|  | \| \| Tawa \| \| \| \| \| \| Neotheropoda \| \| \| \| |
|  |                                                       |
|  | Tawa                                                  |
|  |                                                       |
|  | Neotheropoda                                          |
|  |                                                       |

|  | Tawa         |
|  |              |
|  | Neotheropoda |
|  |              |

|  | Daemonosaurus                                         |
|  |                                                       |
|  | \| \| Tawa \| \| \| \| \| \| Neotheropoda \| \| \| \| |
|  |                                                       |
|  | Tawa                                                  |
|  |                                                       |
|  | Neotheropoda                                          |
|  |                                                       |

|  | Tawa         |
|  |              |
|  | Neotheropoda |
|  |              |

|  | Staurikosaurus                                                 |
|  |                                                                |
|  | \| \| Herrerasaurus \| \| \| \| \| \| Chindesaurus \| \| \| \| |
|  |                                                                |
|  | Herrerasaurus                                                  |
|  |                                                                |
|  | Chindesaurus                                                   |
|  |                                                                |

|  | Herrerasaurus |
|  |               |
|  | Chindesaurus  |
|  |               |

|  | Daemonosaurus                                         |
|  |                                                       |
|  | \| \| Tawa \| \| \| \| \| \| Neotheropoda \| \| \| \| |
|  |                                                       |
|  | Tawa                                                  |
|  |                                                       |
|  | Neotheropoda                                          |
|  |                                                       |

|  | Tawa         |
|  |              |
|  | Neotheropoda |
|  |              |

|  | Daemonosaurus                                         |
|  |                                                       |
|  | \| \| Tawa \| \| \| \| \| \| Neotheropoda \| \| \| \| |
|  |                                                       |
|  | Tawa                                                  |
|  |                                                       |
|  | Neotheropoda                                          |
|  |                                                       |

|  | Tawa         |
|  |              |
|  | Neotheropoda |
|  |              |

|  | Staurikosaurus                                                 |
|  |                                                                |
|  | \| \| Herrerasaurus \| \| \| \| \| \| Chindesaurus \| \| \| \| |
|  |                                                                |
|  | Herrerasaurus                                                  |
|  |                                                                |
|  | Chindesaurus                                                   |
|  |                                                                |

|  | Herrerasaurus |
|  |               |
|  | Chindesaurus  |
|  |               |

|  | Daemonosaurus                                         |
|  |                                                       |
|  | \| \| Tawa \| \| \| \| \| \| Neotheropoda \| \| \| \| |
|  |                                                       |
|  | Tawa                                                  |
|  |                                                       |
|  | Neotheropoda                                          |
|  |                                                       |

|  | Tawa         |
|  |              |
|  | Neotheropoda |
|  |              |

|  | Daemonosaurus                                         |
|  |                                                       |
|  | \| \| Tawa \| \| \| \| \| \| Neotheropoda \| \| \| \| |
|  |                                                       |
|  | Tawa                                                  |
|  |                                                       |
|  | Neotheropoda                                          |
|  |                                                       |

|  | Tawa         |
|  |              |
|  | Neotheropoda |
|  |              |

|  | Staurikosaurus                                                 |
|  |                                                                |
|  | \| \| Herrerasaurus \| \| \| \| \| \| Chindesaurus \| \| \| \| |
|  |                                                                |
|  | Herrerasaurus                                                  |
|  |                                                                |
|  | Chindesaurus                                                   |
|  |                                                                |

|  | Herrerasaurus |
|  |               |
|  | Chindesaurus  |
|  |               |

|  | Daemonosaurus                                         |
|  |                                                       |
|  | \| \| Tawa \| \| \| \| \| \| Neotheropoda \| \| \| \| |
|  |                                                       |
|  | Tawa                                                  |
|  |                                                       |
|  | Neotheropoda                                          |
|  |                                                       |

|  | Tawa         |
|  |              |
|  | Neotheropoda |
|  |              |

|  | Daemonosaurus                                         |
|  |                                                       |
|  | \| \| Tawa \| \| \| \| \| \| Neotheropoda \| \| \| \| |
|  |                                                       |
|  | Tawa                                                  |
|  |                                                       |
|  | Neotheropoda                                          |
|  |                                                       |

|  | Tawa         |
|  |              |
|  | Neotheropoda |
|  |              |

|  | Staurikosaurus                                                 |
|  |                                                                |
|  | \| \| Herrerasaurus \| \| \| \| \| \| Chindesaurus \| \| \| \| |
|  |                                                                |
|  | Herrerasaurus                                                  |
|  |                                                                |
|  | Chindesaurus                                                   |
|  |                                                                |

|  | Herrerasaurus |
|  |               |
|  | Chindesaurus  |
|  |               |

|  | Daemonosaurus                                         |
|  |                                                       |
|  | \| \| Tawa \| \| \| \| \| \| Neotheropoda \| \| \| \| |
|  |                                                       |
|  | Tawa                                                  |
|  |                                                       |
|  | Neotheropoda                                          |
|  |                                                       |

|  | Tawa         |
|  |              |
|  | Neotheropoda |
|  |              |

|  | Daemonosaurus                                         |
|  |                                                       |
|  | \| \| Tawa \| \| \| \| \| \| Neotheropoda \| \| \| \| |
|  |                                                       |
|  | Tawa                                                  |
|  |                                                       |
|  | Neotheropoda                                          |
|  |                                                       |

|  | Tawa         |
|  |              |
|  | Neotheropoda |
|  |              |

|  | Staurikosaurus                                                 |
|  |                                                                |
|  | \| \| Herrerasaurus \| \| \| \| \| \| Chindesaurus \| \| \| \| |
|  |                                                                |
|  | Herrerasaurus                                                  |
|  |                                                                |
|  | Chindesaurus                                                   |
|  |                                                                |

|  | Herrerasaurus |
|  |               |
|  | Chindesaurus  |
|  |               |

|  | Daemonosaurus                                         |
|  |                                                       |
|  | \| \| Tawa \| \| \| \| \| \| Neotheropoda \| \| \| \| |
|  |                                                       |
|  | Tawa                                                  |
|  |                                                       |
|  | Neotheropoda                                          |
|  |                                                       |

|  | Tawa         |
|  |              |
|  | Neotheropoda |
|  |              |

|  | Daemonosaurus                                         |
|  |                                                       |
|  | \| \| Tawa \| \| \| \| \| \| Neotheropoda \| \| \| \| |
|  |                                                       |
|  | Tawa                                                  |
|  |                                                       |
|  | Neotheropoda                                          |
|  |                                                       |

|  | Tawa         |
|  |              |
|  | Neotheropoda |
|  |              |

|  | Staurikosaurus                                                 |
|  |                                                                |
|  | \| \| Herrerasaurus \| \| \| \| \| \| Chindesaurus \| \| \| \| |
|  |                                                                |
|  | Herrerasaurus                                                  |
|  |                                                                |
|  | Chindesaurus                                                   |
|  |                                                                |

|  | Herrerasaurus |
|  |               |
|  | Chindesaurus  |
|  |               |

|  | Daemonosaurus                                         |
|  |                                                       |
|  | \| \| Tawa \| \| \| \| \| \| Neotheropoda \| \| \| \| |
|  |                                                       |
|  | Tawa                                                  |
|  |                                                       |
|  | Neotheropoda                                          |
|  |                                                       |

|  | Tawa         |
|  |              |
|  | Neotheropoda |
|  |              |

|  | Daemonosaurus                                         |
|  |                                                       |
|  | \| \| Tawa \| \| \| \| \| \| Neotheropoda \| \| \| \| |
|  |                                                       |
|  | Tawa                                                  |
|  |                                                       |
|  | Neotheropoda                                          |
|  |                                                       |

|  | Tawa         |
|  |              |
|  | Neotheropoda |
|  |              |

|  | Staurikosaurus                                                 |
|  |                                                                |
|  | \| \| Herrerasaurus \| \| \| \| \| \| Chindesaurus \| \| \| \| |
|  |                                                                |
|  | Herrerasaurus                                                  |
|  |                                                                |
|  | Chindesaurus                                                   |
|  |                                                                |

|  | Herrerasaurus |
|  |               |
|  | Chindesaurus  |
|  |               |

|  | Daemonosaurus                                         |
|  |                                                       |
|  | \| \| Tawa \| \| \| \| \| \| Neotheropoda \| \| \| \| |
|  |                                                       |
|  | Tawa                                                  |
|  |                                                       |
|  | Neotheropoda                                          |
|  |                                                       |

|  | Tawa         |
|  |              |
|  | Neotheropoda |
|  |              |

|  | Daemonosaurus                                         |
|  |                                                       |
|  | \| \| Tawa \| \| \| \| \| \| Neotheropoda \| \| \| \| |
|  |                                                       |
|  | Tawa                                                  |
|  |                                                       |
|  | Neotheropoda                                          |
|  |                                                       |

|  | Tawa         |
|  |              |
|  | Neotheropoda |
|  |              |